# Cultura de Croacia
La cultura de Croacia tiene raíces en una larga Historia de Croacia, en la cual el pueblo croata ha estado habitando el área de la actual Croacia por catorce siglos. Hasta el día de hoy se han preservado importantes remanentes de períodos anteriores.
La cultura de Croacia es el resultado de catorce siglos de larga historia que ha visto el desarrollo de muchas ciudades y monumentos. El país posee siete sitios del Patrimonio Mundial y ocho parques nacionales. Croacia es también el lugar de nacimiento de una serie de figuras históricas. Incluidas entre las personas notables hay tres premios Nobel y numerosos inventores.
Debido a su situación geográfica, la cultura de Croacia representa la mezcla de cuatro culturas diferentes. Durante toda su historia, Croacia recibió la influencia de la cultura romana, —y con la división del Imperio quedó dividida por el Imperio bizantino y el Imperio romano de Occidente— de los pueblos que habitaron Europa central y por parte de los pueblos mediterráneos.
El Movimiento Ilirio fue el periodo más importante para el desarrollo cultural de la nación, ya que el siglo XIX se convirtió en una época crucial para la enmancipación del idioma croata y vio un desarrollo nunca antes visto en todos los campos artísticos y de cultura. Actualmente, el Ministerio de Cultura es el encargado de la preservación de la herencia cultural y natural croata, así como su desarrollo. Los gobiernos locales apoyan otras actividades encaminadas a la difusión cultural croata.
Algunas de las primeras plumas estilográficas vinieron de Croacia. Croacia también tiene un lugar en la historia de la ropa, como lo demuestra el origen de la corbata (kravata). El país tiene una larga tradición artística, literaria y musical. También posee una interesante y diversa cocina.

## Literatura

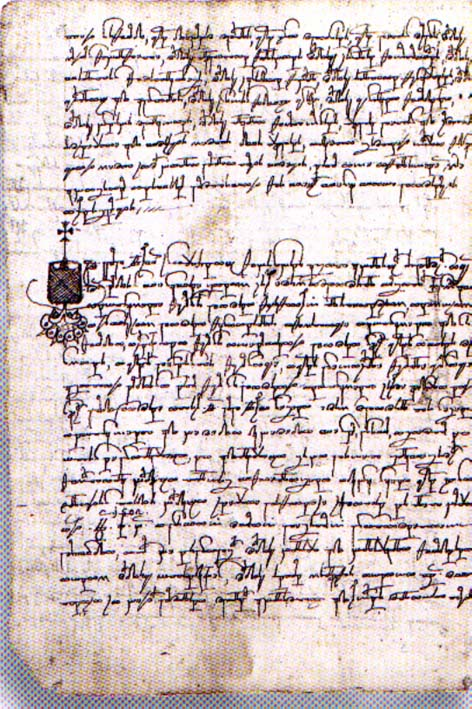
Texto escrito en croata del.

La literatura croata tiene una larga historia de diez siglos, descubriéndose los primeros textos en el siglo XI, los cuales eran traducciones del eslavón antiguo, escritos en alfabeto glagolítico (escritos litúrgicos, hagiografías y apócrifos), inspirados en la literatura medieval eslava y bizantina, como el Misal de Kiev (s. XI), documentos como la Tabla de Baška (1100) y la Ley Vinodol (1288).
La influencia de la Iglesia católica, si no el rol de defensores de las cristiandad asumida por los reyes croatas, produjo el abandono del alfabeto glacolítico y la adopción del latino. En cuanto a la literatura croata contemporánea pueden destacarse autores como Drago Kekanović; Pero Budak (1919); Ivan Aralica (1930); Marijan Matjović (1915-1985), de estilo realista socialista con Slučaj maturanta Wagnera («El caso del graduado Wagner», 1953), Igra oko smrti («Baile alrededor de la muerte», 1955), Vašar snova («Mercado de los sueños», 1959) y I bogovi pate («Los dioses también padecen», 1965); y los borgesianos Goran Babić, Pavao Pavličić (1946), Stjepan Cuić (1945), Goran Tribuson (1948), Vlatko Pavletić (1930), Ivo Frangeš (1920) y Zvonimir Majdak (1939).

## Deporte

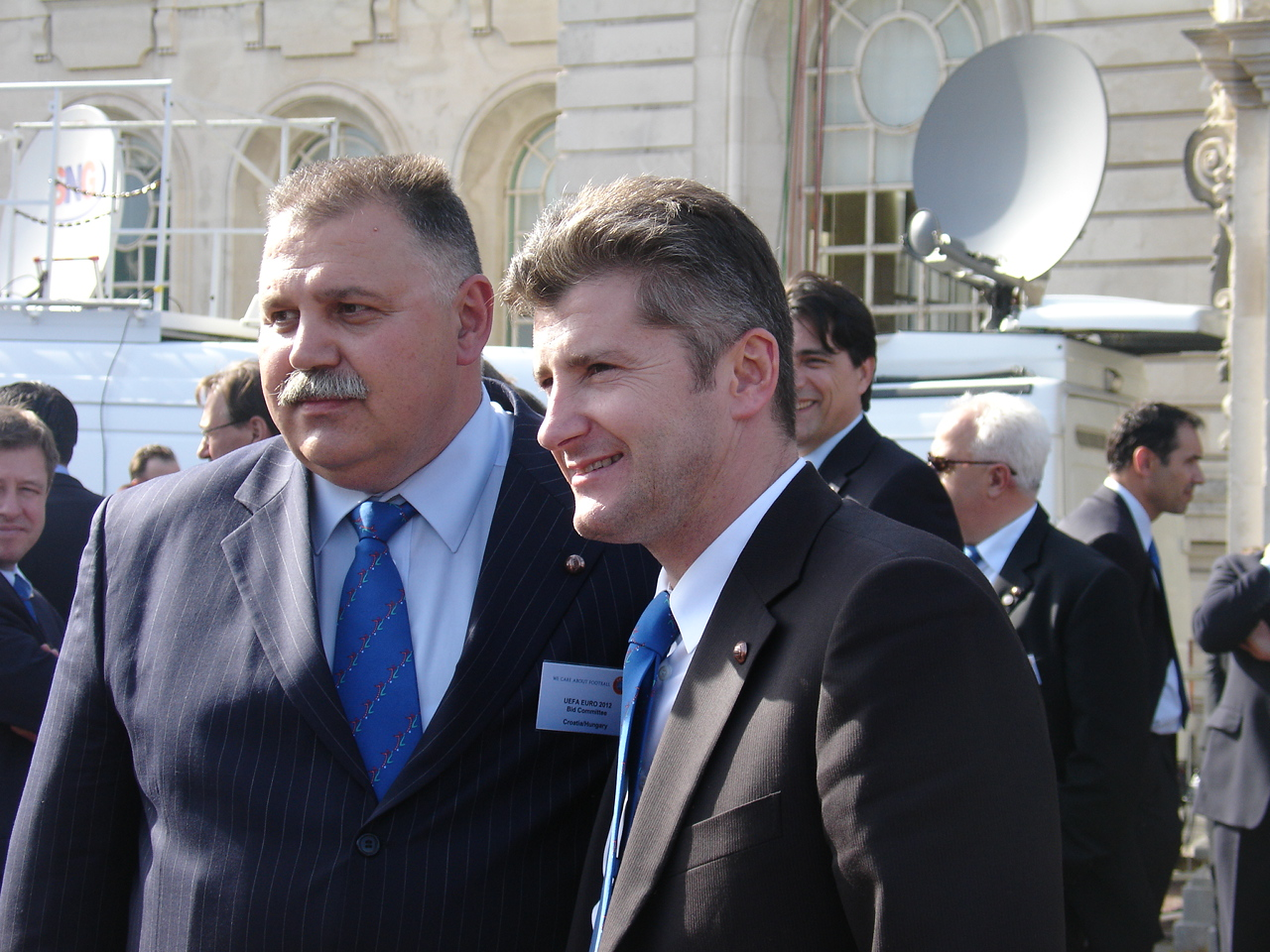
Davor Šuker (derecha), máximo goleador en la historia de la selección croata de fútbol y bota de oro en la Copa Mundial de Fútbol de 1998.

Los deportes más populares en Croacia son el fútbol, el balonmano, el baloncesto, el waterpolo y el tenis. La Selección croata de fútbol terminó tercera en la Copa Mundial de Fútbol de 1998 y Davor Šuker ganó la Bota de Oro como el jugador más goleador del torneo. La Selección croata alcanzó recientemente el quinto puesto en el ranking mundial de la FIFA, aunque actualmente se encuentra en la posición número 8. El país fracasó en su oferta conjunta con Hungría para organizar la Eurocopa 2012, llegando a la última instancia, en la cual resultó elegida la candidatura conjunta de Polonia y Ucrania. A nivel de clubes el Dinamo de Zagreb fue campeón de la Copa de Ferias en la temporada 1966/67.
La Selección croata de balonmano fue campeona del mundo en 2003 y dos veces ganadora de los juegos olímpicos en 1996 y 2004. Ivano Balić ha sido considerado varias veces el mejor jugador de balonmano del mundo. El RK Zagreb fue campeón de Europa dos veces y RK Bjelovar ganó una vez el mismo campeonato.
El equipo nacional de baloncesto finalizó tercero en el Campeonato Mundial de Baloncesto de 1994, segundo en los Juegos Olímpicos de 1992 y tercero en el Eurobasket 1993 y 1995. Los equipos croatas de baloncesto se han coronado 5 veces campeones de Europa: tres veces el KK Split y dos veces el KK Cibona. El tercer club de baloncesto más famoso es KK Zadar.
La Selección Croata de Waterpolo es la actual campeona del mundo. El Mladost ha sido campeón de Europa por 7 veces y fue galardonado con el título de Mejor Club del Siglo XX por la LEN (Liga Europea de Natación). El Equipo croata de Copa Davis ganó el torneo en 2005.
El jugador de tenis Goran Ivanišević es uno de los deportistas más reconocidos que ganó en 2001 el Grand Slam de Wimbledon, así como Iva Majoli ganadora del Roland Garros en 1997. Otros deportistas famosos son: Janica Kostelić y Ivica Kostelić en esquí; Blanka Vlašić en atletismo; Duje Draganja, Sanja Jovanović, Đurđica Bjedov en natación; Dražen Petrović, Krešimir Ćosić, Toni Kukoč y Dino Rađa en baloncesto; Matija Ljubek en canoa; Željko Mavrović y Mate Parlov en boxeo; Branko Cikatić y Mirko Filipović son conocidos como el "Cro Cop" en kickboxing; Goran Reljić en artes marciales mixtas; y Tamara Boroš en tenis de mesa.
- Prva HNL

## Arte de Croacia

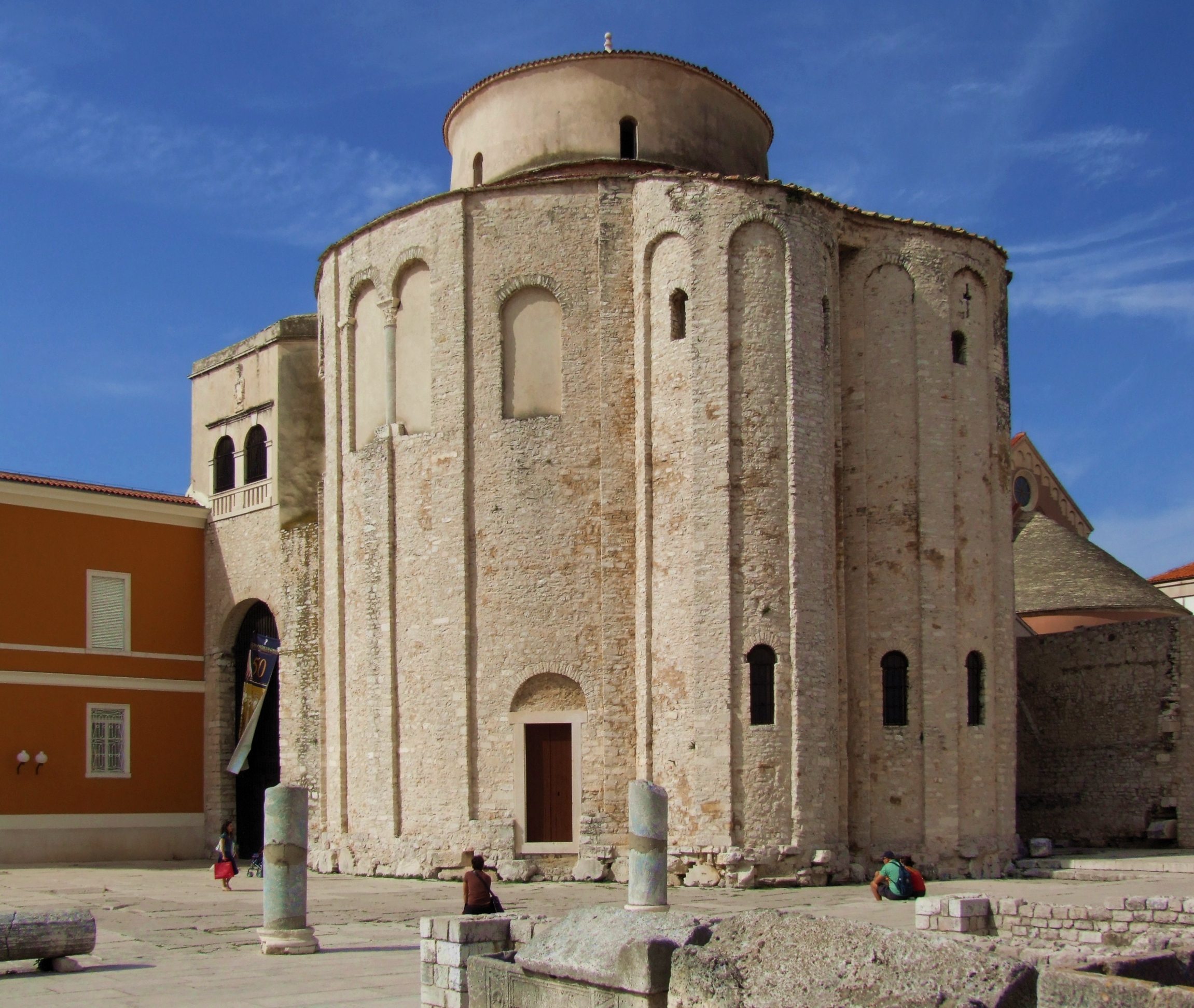
Iglesia prerrománica de San Donato en Zadar,.

En el siglo VII, los croatas, juntos con otros pueblos eslavos y ávaros, llegaron del norte de Europa a la región que habitan en la actualidad. Los croatas fueron influenciados por el arte y cultura romana y, sobre todo, por la Cristiandad. Las primeras iglesias fueron construidas como santuarios reales. La influencia del arte romano fue más fuerte en Dalmacia donde la urbanización fue más profunda y existió la mayor cantidad de monumentos. Gradualmente, esa influencia fue descuidada y apareció cierta simplificación, junto con la alteración de formas heredadas e incluso la creación de edificaciones originales.
La iglesia central más grande y de construcción más compleja del siglo IX fue la de San Donato en Zadar. De esta época, por su tamaño y belleza, solo puede ser comparada con la capilla de Carlomagno en Aquisgrán. El recinto del altar y las ventanas de estas iglesias estuvieron muy decoradas con ornamentos superficiales como cuerdas. Algunas veces, se utilizaron grabados con escritura glagolítica de croata temprano; pero, poco tiempo después, esta escritura fue reemplazada por el latín en los extremos de los altares y arquitrabes de las antiguas iglesias croatas.

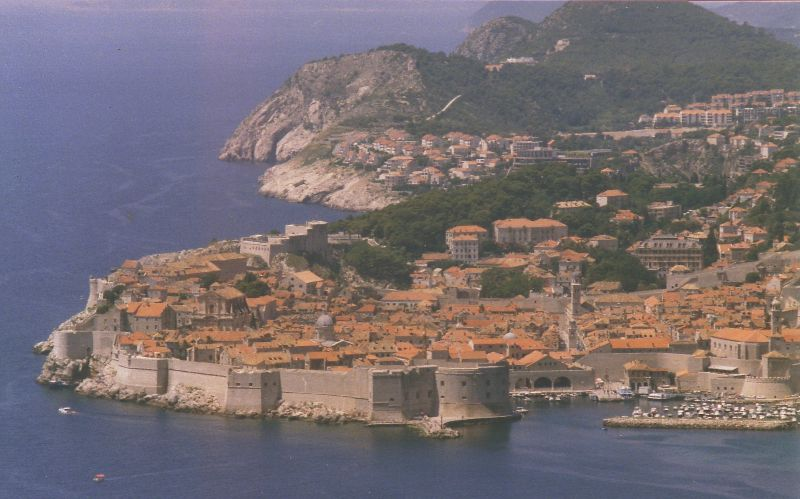
Las murallas de Dubrovnik, Patrimonio de la Humanidad declarado por la UNESCO.

Al unirse al Estado húngaro en el siglo XII, Croacia perdió su independencia; pero no perdió sus lazos con el sur y el oeste; por el contrario, significó el inicio de una nueva era de influencia cultural de Europa central. El arte románico temprano apareció en Croacia a inicios del siglo XI con un fuerte desarrollo de monasterios y reforma de las iglesias. En ese período, fueron construidos muchos monumentos y artefactos valiosos a lo largo de la costa croata, como es el caso de la Catedral de Santa Anastasia (originalmente, Santa Stošija) en Zadar (siglo XIII).
En cuanto a la escultura románica, se produce una transformación del relieve entrelazado decorativo a uno figurativo. Los mejores ejemplos de escultura románica son las puertas de madera de la catedral de Split, elaboradas por Andrija Buvina (c. 1220) y el portal de piedra de la catedral de Trogir, construido por el artesano Radovan (c. 1240). Se han preservado bien varios frescos tempranos en Istria; en ellos, se evidencia la mezcla de influencia de Europa Oriental y Occidental. Las miniaturas más antiguas se remontan al siglo XIII, en los evangelios de Split y Trogir.
El arte gótico del siglo XIV fue apoyado por los consejos de cultura de las ciudades, por las órdenes mendicantes (como los franciscanos) y la cultura caballeresca. Fue la Edad de oro de las ciudades libres dálmatas que comerciaban con la nobleza feudal croata en el continente. El mayor proyecto urbano de esta época fue completar la edificación de dos nuevas ciudades: Pequeñas y grandes Ston" y unos 7 kilómetros de murallas con torres de vigía. Los tártaros destruyeron la catedral románica en Zagreb durante su incursión en 1240, pero justo después de su partida Zagreb obtuvo el título de ciudad libre por el rey húngaro Bela IV. Poco después, el obispo Timotej empezó la reconstrucción de la catedral en el nuevo estilo gótico.
Zadar fue una ciudad independiente veneciana. Los ejemplos más hermosos del humanismo gótico en Zadar se encuentran en los relieves en metal dorado, como en el Arco de San Simón, por un artesano de Milán en 1380.
La pintura gótica ha sido menos conservado y las mejores obras se ubican en Istria, como es el caso del fresco de Vincent de Kastv en la Iglesia de Santa María en Škriljinah, cerca de Beram, de 1474. De esta época, son las dos liturgias ilustradas más decoradas, hechas por monjes de Split, Hvals’ Zbornik (hoy en Zagreb) y Misal del bosnio duke Hrvoje Vukčić Hrvatinić (ahora en Estambul).

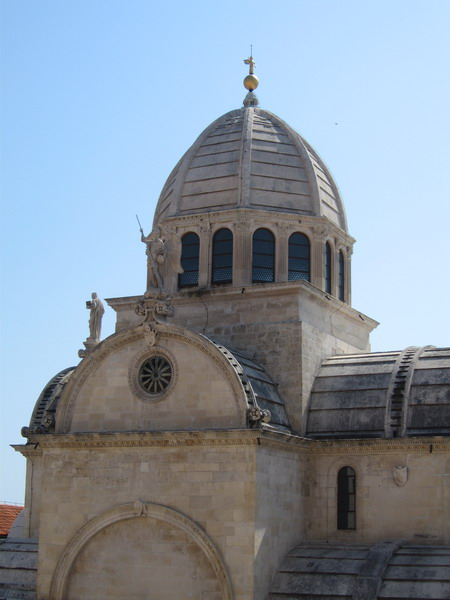
Catedral de Santiago, en Šibenik, de 1555. Patrimonio de la Humanidad.

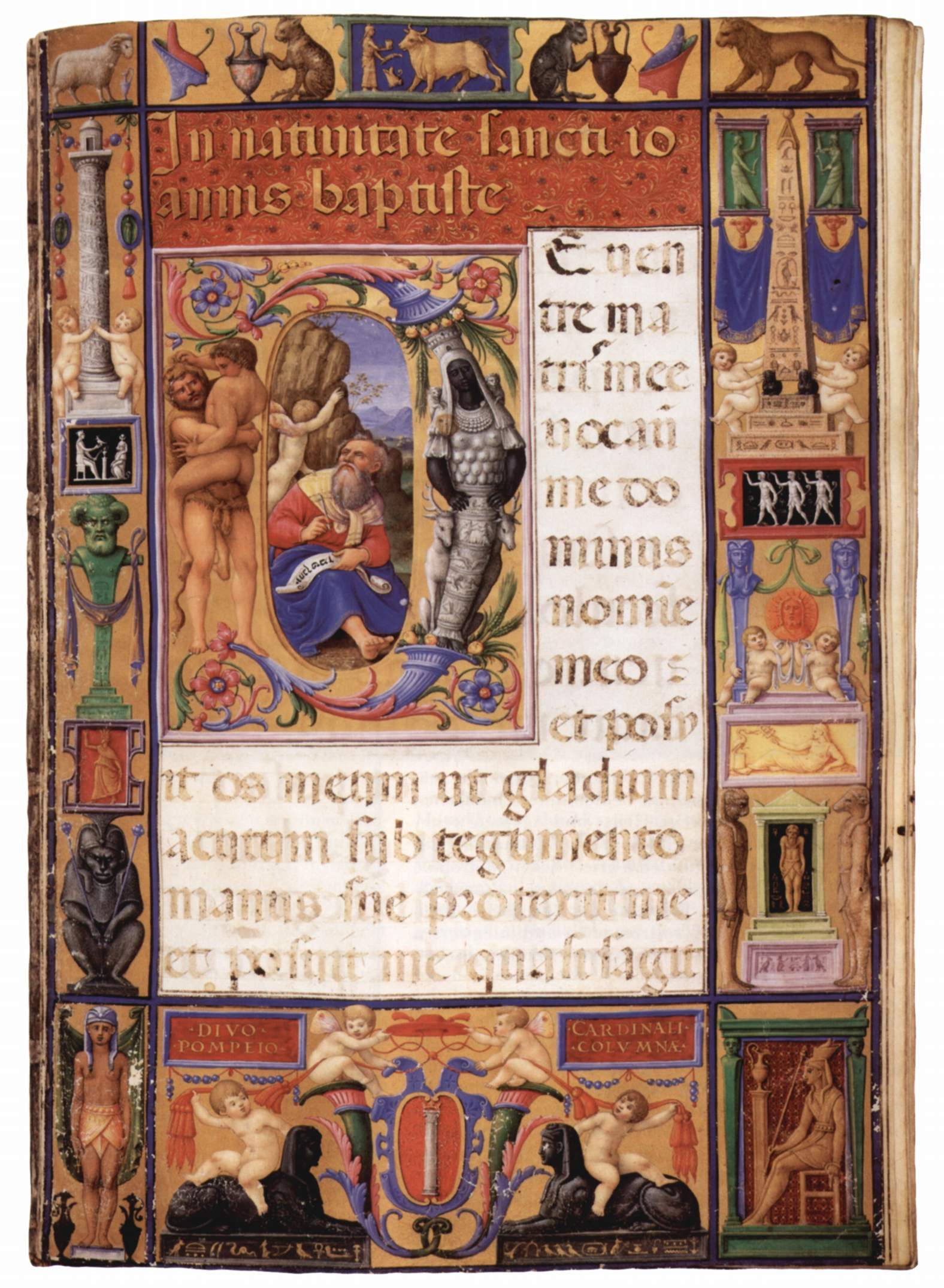
Una página ilustrada del Misal Colonna por Giulio Clovio. Conservado en la Biblioteca Universitaria John Rylands, Mánchester.

En el siglo XV, Croacia fue dividida en tres Estados: el norte de Croacia formó parte del Imperio austríaco; Dalmacia estaba bajo dominio de la República de Venecia (con excepción de Dubrovnik); y Eslavonia estaba bajo ocupación otomana. Dalmacia estaba en la periferia de varias influencias, por lo que floreció la arquitectura religiosa y pública con clara influencia del Renacimiento italiano. Tres obras de este período son de importancia europea y contribuirán para el posterior desarrollo del Renacimiento: la Catedral de Santiago, en Šibenik, en 1441, por Giorgio da Sebenico; la capilla del Juan Bendito de Trogir en 1468 por Niccolò Fiorentino; y Sorkočević’s villa en Lapad, cerca de Dubrovnik, en 1521.